# Арпаїзе
Арпаїзе (італ. Arpaise) — муніципалітет в Італії, у регіоні Кампанія, провінція Беневенто.
Арпаїзе розташоване на відстані близько 220 км на південний схід від Рима, 50 км на північний схід від Неаполя, 12 км на південь від Беневенто.
Населення — 778 осіб (2014). Щорічний фестиваль відбувається 16 серпня. Покровитель — святий Рох.

## Демографія
Населення за роками:

Станом на 1 січня 2023 року в муніципалітеті офіційно проживали 34 іноземці з 10 країн, серед них 9 громадян країн Євросоюзу та 10 громадян України.

## Сусідні муніципалітети
- Альтавілла-Ірпіна
- Чеппалоні
- П'єтрасторніна
- Роккабашерана